# 利奥·默古斯
利奥·默古斯（英語：Leo Mogus，1921年4月13日—1971年5月31日），美国NBA联盟前职业篮球运动员。